# Хиброн (Тексас)
Хиброн (енгл. Hebron) град је у америчкој савезној држави Тексас. По попису становништва из 2010. у њему је живело 415 становника.

## Демографија
Према попису становништва из 2010. у граду је живело 415 становника, што је 459 (52,5%) становника мање него 2000. године.
| Група             | 2000.       | 2010.       |
| Белци             | 705 (80,7%) | 278 (67,0%) |
| Афроамериканци    | 41 (4,7%)   | 24 (5,8%)   |
| Азијати           | 99 (11,3%)  | 53 (12,8%)  |
| Хиспаноамериканци | 20 (2,3%)   | 62 (14,9%)  |
| Укупно            | 874         | 415         |